# Černíny (przystanek kolejowy)
Černíny – przystanek kolejowy w miejscowości Černíny, w kraju środkowoczeskim, w Czechach. Znajduje się na wysokości 450 m n.p.m.
Jest zarządzany przez Správę železnic. Na przystanku nie ma możliwości zakupu biletu, a obsługa podróżnych odbywa się w pociągu.

## Linie kolejowe
- 235 Kutná Hora - Zruč nad Sázavou